# やらせ
やらせとは、事実関係に作為・捏造をしておきながらそれを隠匿し、作為などを行っていない事実そのままであると（またはあるかのように）見せる・称することを言う。政治でもよく用いられ、政治学の「やらせ」の定義は事実関係の作為・捏造、及び支持調達のための演出に焦点をあてており、「社会的支持の調達を権力的な情報操作によって達成するために、共同目的をもつ者を利用して、支持調達のための第三者に対する社会的な演出」とされる。一般的に片仮名で「ヤラセ」とも表記される。
日常生活、商業（例えば、さくらによる偽の行列）活動、政治（例えば、やらせ質問）過程においても「やらせ」は多くみられてきたが、それらが対象化（認知化）されてきたおおむねのは21世紀に入ってからであり、「やらせ」という言葉は20世紀までは新聞やテレビなどメディアにおいて行われるやらせを指すことが多かった。やらせは、倫理的な問題のみならず犯罪行為にまでエスカレートすることが多いため、やらせを行うことで、その番組だけでなく放送局そのものの社会的な評価まで著しく下がる傾向にある。視聴者やスポンサーからの信用もなくなり、結果的に番組自体の終了につながることになる。
政治的には「やらせ」は古今東西で見られる手法であり、その技法の成否は個人（演出者、協力者）の能力や政治的舞台にも左右される。やらせの認知件数が少ないことは、やらせが現実に少ないことを意味しない。

## 語源
元はマスコミの業界用語であったものが、やらせが社会問題となったことで一般用語化したとされる。1972年には、読売新聞が映画『ヤコペッティの残酷大陸』を「開き直った”やらせ”ドキュメンタリー」と評している。1976年、1977年には、朝日新聞がテレビ放送のやらせに言及している。1981年には、読売新聞がコラムにて「わが国のテレビ業界には「やらせ」という用語が、いまだに残っているという」と述べている。

## 手法
全てのやらせに共通するのは打ち合わせするなど事実関係に手を加えておきながら、それを支持者、読者や視聴者などの受け手から隠蔽することである。やらせの方法は様々あるが、演出者・制作者の意に沿う結果を生じさせるための人（事前の打ち合せを受けた素人や番組スタッフ、および芸能人や評論家）を用意して演技させる、答えを誘導させる、少数意見を徹底的に探すなど手段がある。このような人や物を用意することは「仕込み」ともいわれ、ほぼ同義である。しかし一説によると「仕込み」は下記やらせ事件をきっかけに、それまでの「やらせ」を言いかえる詭弁として業界内で定着したという。
「やらせ」に類似するものとして、コンテストにおける「出来レース」、スポーツにおける「八百長」・「無気力相撲」等のような事例がある。
　政治的なやらせは、事実の捏造、及び賛否という支持・不支持の捏造に目的がある。そのため協力者の存在が欠かせない。演出者と協力者は、共同でやらせの目的を達成するべく、情報操作に積極的に荷担し、いわば同盟関係にある。

## 用語の一般化
1985年にテレビ朝日『アフタヌーンショー』において、ディレクターが暴走族にリンチを依頼したとされる「やらせリンチ事件」が発生。テレビ朝日は放送免許の更新を拒絶されるのではという未曾有の危機に瀕することとなった。新聞では事件初期から「やらせリンチ」と報じていた。
また同様の有名な事件として、1992年にNHK『NHKスペシャル』にて放送されたドキュメンタリー番組『奥ヒマラヤ禁断の王国・ムスタン』のやらせ問題がある。朝日新聞のスクープによって大きな社会問題となったこの事件ではヒマラヤの気候の厳しさを過剰に表現した点、スタッフに高山病にかかった演技をさせた点、少年僧の馬が死んだことにした点、流砂や落石を人為的におこした点が主に問題とされた。皮肉にも同番組は高い視聴率をマークし、評判も良かった。ニュース・報道・ドキュメンタリー番組において高い評判を得ていたNHKの信用を大きく傷つけた不祥事となった。

## やらせの問題点
報道・ドキュメンタリーのように、取材対象が事実であることが前提となっている分野において、事実を歪曲するほどの過剰な演出、つまり、やらせを行った場合、報道の対象が存在しないにもかかわらずこれを作り出す「捏造」とも本質において変わりがなく、倫理的に非常に大きな問題となる。
一方、やらせはバラエティ番組でも発生しており、映画『クイズ・ショウ』のモチーフとなったアメリカの人気クイズ番組『21』において発生したやらせ事件などがあげられる。
また捏造でなくても、報道・ドキュメンタリー番組において、実態にそぐわないがイメージ的には欲しいシーンを出演者に要請する、内容に対して明らかに歪曲しているタイトルをつけるなどの作為的歪曲が行われるケースもあり、石原発言捏造テロップ事件などが代表としてあげられる。
しかし、より強く・効果的に印象付ける、円滑に進行して結論へ至るなどの点では演出と差異を付けることが出来ない。「川口浩探検隊」シリーズのように、過剰な演出自体が人気を博し視聴者もそれを楽しむ番組もあり、許容されるべき「演出」か、非難に値する「やらせ」かの明確な線引きは困難である。近年ではネットによる番組精査のしやすさによる発覚の容易さや、テレビ局をはじめとするマスコミへの不信感から、わずかなミスや従来レベルの演出であっても「やらせ」と糾弾されるケースも多い。
また、放送免許を有するテレビ局側と、実際の番組制作を請け負う下請け、孫受け番組制作会社との癒着、制作予算の削減による制作現場への重圧も「やらせ」の発生する重要なファクターとなっている。例を挙げるならば、花粉症対策で虚偽事実を放送した教えて!ウルトラ実験隊（テレビ東京）、そして2007年フジテレビ系列で放送され、当時人気番組であった発掘!あるある大事典（関西テレビ）だろう。あるある大事典IIでは「納豆ダイエット」を紹介したが、制作側がデーターを捏造し、ダイエットのビフォーアフターも別人を用いていたことが発覚。また、担当放送作家よる外国人教授の翻訳捏造指示やコンビニ・スーパーでの納豆買占め指示も発覚し番組は打ち切りとなった。
評価が高く視聴率が高い生活情報やドキュメンタリー番組であるほど、視聴者、スポンサー、テレビ局とも長期継続を願うがネタがすぐに尽きてしまい、制作現場が期待に応えるために誇大に脚色した演出をしたり、捏造に走りやすいという面がある。
政治的には、民主主義論との関連で透明性を低める点で批判される。2006年、教育基本法改正を主題として青森県八戸市で開催されたタウンミーティングでは、主催者側から内容の指定された質問を行うように青森側に事前に指示がなされた。具体的には、内閣府より青森県教育長に対する指示によって出席予定者に教育基本法改正に賛同の質問案文を事前に送り、開催日当日、主催者の意向に沿って質問するよう求めていた。この時期のやらせ質問依頼が他にも数件なされていることが確認されている。
また2011年、玄海原発再稼働の説明会（経済産業省主催）において発覚した「やらせメール」問題は、電力会社関連会社社員に再開支持の内容で「発電再開の容認の一国民の立場から、真摯に、かつ県民の共感を得ることができるよう意見や質問を電子メールで発信してください」 と説明会あてにメールを送付するよう要請した結果のものであった

## メディアの反応・政治の反応
「禁断の王国・ムスタン」の事件が朝日新聞のスクープで発覚するとメディアは一斉にこれを非難したが、その前年には朝日新聞においてスクープのために記者自身の手で珊瑚に落書きしたという不祥事が発生している。またテレビ各局でもその直前直後に「やらせ」が発覚している（詳細は朝日新聞珊瑚記事捏造事件を参照）。
メディアが「やらせ」問題を追及された場合、「過度の演出であった」と弁明することが多い。そうしたことから逆に、行き過ぎた演出が視聴者からやらせと捉えられることもある。また、昨今では「行き過ぎた演出」は「やらせ」と同義的に捉えられる。
「タウンミーティング」の場合は、内閣府が正式に陳謝した。ただしタウンミーティングはアメリカとは異なって、内閣の肝いりで始まったスタイルでありながら日本では数年を経て住民の参加が低調となっており、政府案を支持する議論がおこりにくいという構造的な問題があったことも再認識された。玄海原発の「やらせメール」では、菅首相の答弁をふまえて電力会社側が陳謝した。
玄海原発のやらせメール事件にみられる九州電力側は演出者であり、やらせメールを送った社員は協力者であり、タウンミーティングのやらせ質問では、青森県側が演出者、質問を行った者が協力者である。双方とも、同盟関係を期待された協力者の告発（造反）によってやらせが発覚した。

## やらせが発覚した番組・映画

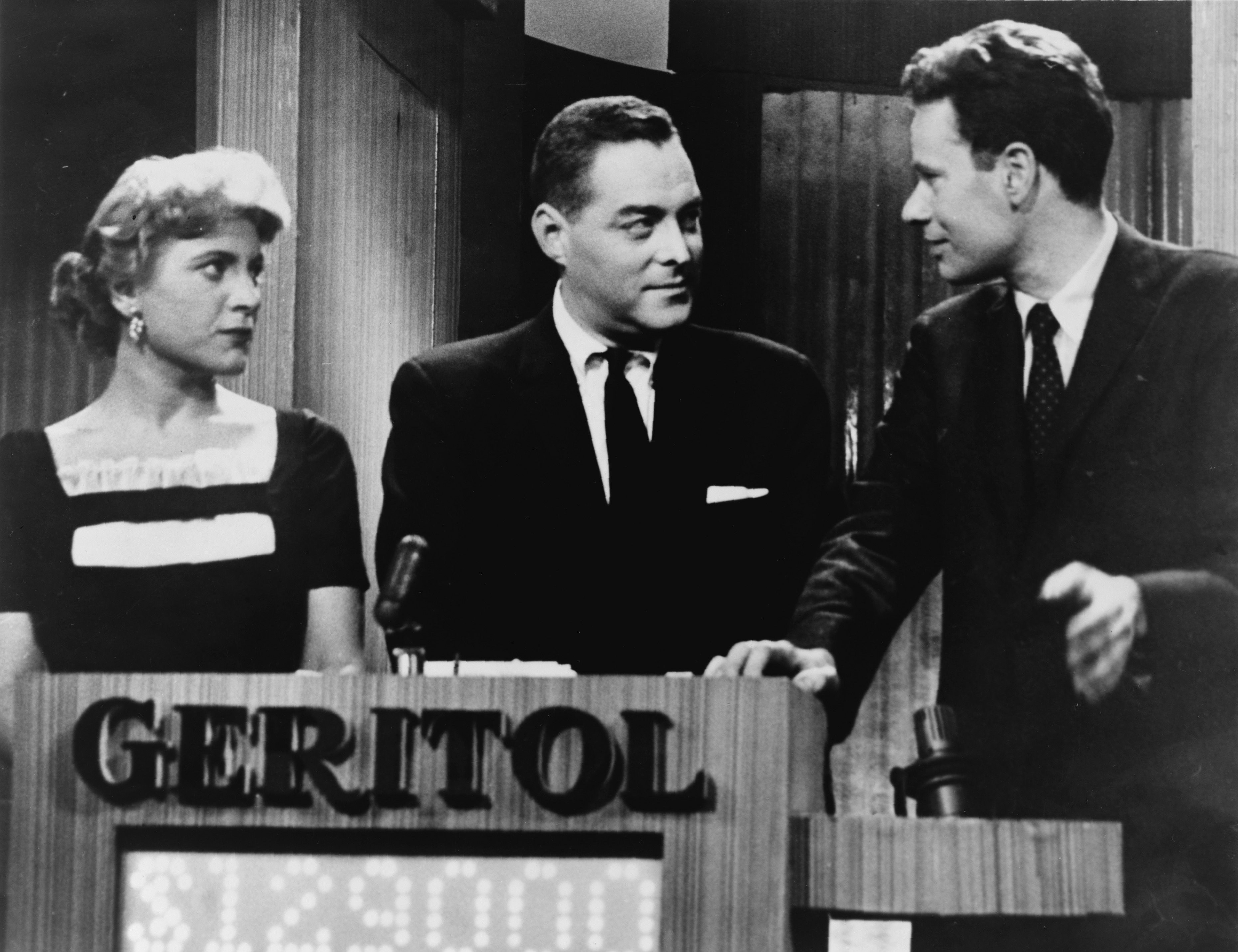
Twenty One

ここでは、やらせ問題が信憑性の保障されている資料や出典で明言され、制作側・放送局側による事実確認の結果、最終的にやらせ問題が事実であることが正式に判明し、重大なメディア問題として物議を醸したケースのみを記している。

### テレビ番組
- NHK
  - NHKスペシャル
    - 「奥ヒマラヤ禁断の王国・ムスタン（1992年）」[16]

  - プロジェクトX〜挑戦者たち〜
  - クローズアップ現代
  - かんさい熱視線（NHK大阪放送局）
- 日本テレビ
  - 恋愛部活
  - 世界の果てまでイッテQ![17]
  - 電波少年シリーズ
  - 24時間テレビ 「愛は地球を救う」[18][19]
- 読売テレビ
  - 超近未来遭遇!! どーなるスコープ
- テレビ朝日
  - アフタヌーンショー
  - いきなり!黄金伝説。
    - 「いきなり!汚宅訪問。」コーナー（2002年）

  - 銭形金太郎
  - 情報整理バラエティ ウソバスター
  - スーパーJチャンネル
  - 10万円でできるかな[20]
  - 大下容子ワイド!スクランブル[21]
- 朝日放送
  - 素敵にドキュメント
- フジテレビ
  - 森田一義アワー 笑っていいとも!
    - 「テレフォンショッキング」のゲストの一部が、事前にキャスティングされていた。[22]
    - 「ドリームズカムチャイルド（2003年6月4日）」で、一般応募で集められたという扱いで出場した子供が、子役プロダクションが用意した子役であることを、子役自ら暴露。

  - めざましテレビ
    - 「めざまし調査隊」コーナー[23]

  - 愛する二人別れる二人
  - ほこ×たて
  - 超逆境クイズバトル!! 99人の壁
  - ザ・ノンフィクション
- 関西テレビ
  - 発掘!あるある大事典
- TBS
  - 珍種目No.1は誰だ!? ピラミッド・ダービー
    - 「双子見極めダービー（2016年6月19日放送分）」

  - 人間!これでいいのだ
  - ガチンコ!
  - 水曜日のダウンタウン
  - 消えた天才[24]
  - クレイジージャーニー
  - 水トク!
    - 「激闘大家族スペシャル 17歳で産んだ我が娘が17歳でまさかの妊娠…（2015年1月28日）」[25]

  - アイ・アム・冒険少年[26][27][28][29][30]
- 毎日放送
  - イチハチ
- CBCテレビ
  - なるほどプレゼンター!花咲かタイムズ （2010年1月23日放送分）
    - 「わかりマックス」コーナー、「栄のギャルに大ヒット「ピンドン」って何？」『なごや嬢PiN☆DoM』認知度インタビュー[31][32][33]
- テレビ東京
  - 教えて!ウルトラ実験隊
- テレビ愛知
  - 松井誠と井田國彦の名古屋見世舞
- アメリカNBC
  - 21 (テレビ番組)[34] - 後に映画化された。

- 韓国Mnet
  - PRODUCE X 101をはじめとするPRODUCE 101シリーズ

### ラジオ番組
- TBSラジオ
  - 俺達には土曜日しかない

### 映画
- ガレキとラジオ
- 太陽の下で -真実の北朝鮮-

### その他
- 虎ノ門テレビ
  - ニュース女子

## 関連書籍
- 小松健一 『ムスタンの真実―「やらせ」現場からの証言』 リベルタ出版（1994年10月）。ISBN 4947637315
- 竹林紀雄 『日本映画史叢書5 映画は世界を記録する』より10章「テレビ・ドキュメンタリーの新しい相貌」 森話社（2006年9月）。ISBN 4916087674
- 日木流奈 『ひとが否定されないルール―妹ソマにのこしたい世界』 講談社（2002年4月）。ISBN 4062113120
- 森達也『ドキュメンタリーは嘘をつく』草思社（原著2005年3月）。ISBN 4794213891。
- 後藤玲子・玉井雅隆・宮脇昇編『やらせの政治経済学』ミネルヴァ書房、2017年